# Norte de Dublín

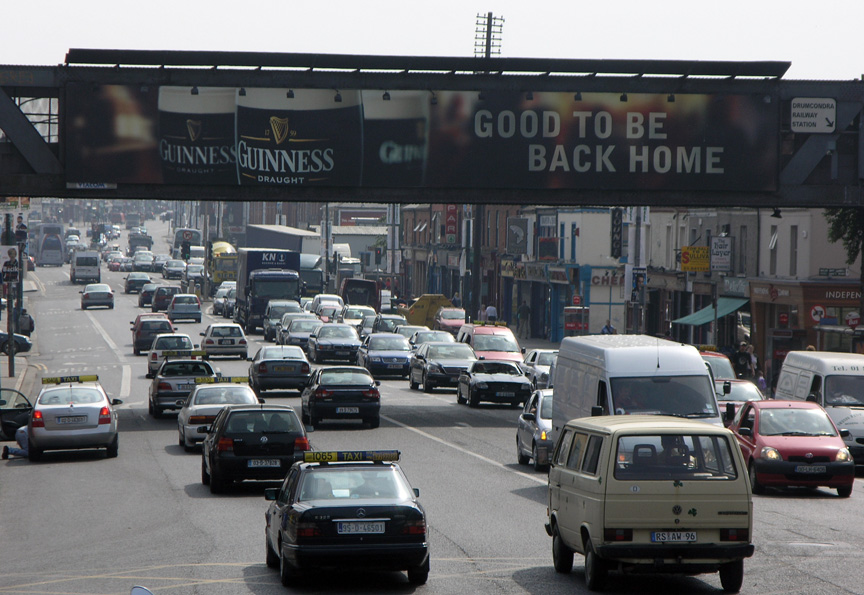
Tráfico pasando el Independent Bridge en Drumcondra, North de Dublín.

El Norte de Dublín (en inglés: Northside; en irlandés: Taobh Ó Thuaidh) es el área en Dublín, Irlanda, limitada al sur por el río Liffey, al este por la Bahía de Dublín y al norte y oeste por la M50.

## Introducción
El Norte no es un área administrativa oficial sino más bien un término coloquial. El Norte es visto tradicionalmente como de clase trabajadora, a diferencia de su contraparte del otro lado del río, el Sur de Dublín, y existe algo de rivalidad entre ambos. Esto no siempre fue siempre el caso - por mucho del siglo XVIII la parte más rica de la ciudad estaba centrada alrededor de Parnell Square y Bolton Street. 
Muchos de los libros escritos por el autor, ganador del Premio Booker, Roddy Doyle, están ubicados en el área ficticia de Barrytown en el Norte de Dublín, (que se cree es Kilbarrack ligeramente disfrazada, donde trabajó como profesor de escuela). La popular telenovela de RTÉ Fair City está ubicada en el suburbio ficticio de Carrickstown en el Norte.

## Áreas del Norte de Dublín
Las áreas en el Norte de Dublín incluyen Artane, Baldoyle, Ballymun, Beaumont, Broadstone, Cabra, Castleknock, Clontarf, Coolock, Donnycarney, Drumcondra, East Wall, Fairview, Finglas, Glasnevin, Grangegorman, Howth, Kilbarrack, Killester, Marino, North Wall, Phibsborough, Raheny, Santry, Smithfield, Stoneybatter, Sutton, Whitehall. El área es administrada tanto por el Consejo de la Ciudad de Dublín (antiguamente la Corporación de Dublín) y el Consejo del Condado de Fingal, cada uno responsable del 84% y 16% del área que se encuentra dentro de la M50 al norte del Liffey respectivamente (excluyendo la península de Howth). La frontera urbana entre Fingal/Dublín fue trazada en 1985, fue vista como el final de todo desarrollo al norte de la Ciudad de Dublín en la época.

## Códigos postales
En general, los códigos postales en el Norte de Dublín son impares, mientras que en el Sur son pares. Una excepción es el Parque Fénix, que está en el Norte, pero tiene un código postal par (8). Anecdóticamente se decía que esto se decía a que el Parque Fénix es la sede de la residencia oficial del presidente de Irlanda, y se pensó que no era adecuado que el presidente viviera en el nada respetable lado Norte cuando se introdujo el sistema de numeración.
Sin embargo, según el historiador Pat Liddy, la razón de ello fue puramente práctica, pues mucho antes de que hubiera códigos postales la Oficina de Reparto Postal en James Street se guiaba por el Parque Fénix, pues  se consideraba que estaba más cerca y era más conveniente que Phibsborough (Dublín 7). La James Street continuó en esta posición cuando los códigos postales fueron introducidos, así que tenía que ser Dublín 8.
Este sistema fue abolido el 1 de enero de 2008 con la introducción del sistema de código postal irlandés, en el que el principal dígito identificador es el consejo o ciudad administrativa relevante, opuesto a la división geográfica de An Post.

## Lugares importantes
Lugares famosos en el lado Norte incluyen la calle principal, O'Connell Street, hogar de la GPO y la Spire de Dublín. Al final de O'Connell Street están el Teatro Abbey, el Teatro Gate, el Teatro Ambassador y el Jardín del Recuerdo en Parnell Square.
A lo largo de los muelles del norte del Liffey están las Four Courts, Custom House, el Centro Internacional de Servicios Financieros y el Teatro Point.
Lejos del río se encuentran importantes ubicaciones incluyendo (en ningún orden particular) Áras an Uachtaráin, Farmleigh, el Observatorio Dunsik, el St. Anne's Park, la Prisión Mountjoy, el Real Canal de Irlanda, la Pro-Catedrál de St. Mary, la Hugh Lane Municipal Gallery, el Dublin Writers Museum, el National Museum of Ireland, Croke Park, la Dublin City University, El Helix, el Teatro SFX de la Ciudad, el Nuevo Teatro Eblana, la Davis Gallery, el Cementerio Glasnevin, el Centro Acuático Nacional, el King's Inns, el Hospital Mater y el ala de Artes Decorativas e Historia del National Museum of Ireland. El Hospital Rotunda en Parnell Square es el hospital de maternidad, especialmente construido, más antiguo del mundo.
Otras atracciones turísticas incluyen la Old Jameson Whiskey Distillery, el Museo de Cera, el Centro James Joyce, La Plaza y Torre de Observación Smithfield, Phoenix Park, el Dublin Zoo, los Jardines Botánicos Nacionales, los locales al aire abierto de los mercaderes en Moore Street y el Casino en Marino. Hay muchos castillos en el Norte incluyendo Castillo de Castleknock, el Castillo de Howth, el Castillo de Clontarf y el Castillo de Swords.
Centros de transportación importantes incluyen la Estación Connolly, Busáras (la estación de autobuses) y el Aeropuerto de Dublín.
Muchos cuerpos estatales tales como la oficina meteorológica, Met Éireann, la Junta de Pescaderías Central, la empresa nacional y la junta de comercio, Empresas Irlanda, el el Departamento de Educación y el Departamento de Defensa operan en el Norte.
El principal área de compras en el centro del norte es Henry Street/Mary Street, justo al lado de O'Connell Street. Tres de los cinco centros comerciales del centro de la ciudad están en el Norte, éstos son Jervis Centre, el Centro Comercial Ilan y el Centro Comercial Irish Life.
El Cineworld (UGC) en Parnell Street es el cine más grande en Irlanda con diecisiete pantallas, el otro cine importante en el centro es el Savot, está ubicado en O'Connell Street y es uno de los cines más antiguos de Irlanda.

## Norteños famosos
Bram Stoker vivió en Marino y escribió su famosa novela Drácula, mientras vivía en una casa en Marino Crescent, una terraza curvada de casas reminiscentes de la Royal Crescent en Bath. La leyenda dice que ésta terraza fue construida donde está para deliberadamente bloquear la vista marina del constructor rival, un propietario rico, de su propiedad el Casino at Marino. La casa es usada actualmente por el Centro de Visitantes de Herencia Cultural de Bram Stoker
Dos Taoisigh, Bertie Ahern y Charles Haughey son del lado Norte - Ahern de Drumcondra y Haughey de Donnycarney. Tal vez los norteños más famosos son el grupo de rock U2, que se formó en la escuela secundaria de Mount Temple en Malahide Road.
La Dublin City University, la universidad más nueva de Dublín, está ubicada en el Norte, en al área de Glasnevin.
El Norte (Northside) es también el nombre de un centro comercial en Coolock, Dublín.